# Vitaly Khmelnitsky
Vitaly Hryhorovytch Khmelnitsky (en ukrainien : Віталій Григорович Хмельницький, russe : Виталий Григорьевич Хмельницкий), né le 12 juin 1943 à Timoschewka, Orichiw Gebit (Reichskommissariat Ukraine) et mort le 13 février 2019 à Kiev (Ukraine), est un footballeur international soviétique, évoluant au poste d'attaquant durant les années 1960 et 1970, devenu par la suite entraîneur.

## Biographie

### Carrière de joueur

#### En club
Vitaly Khmelnitsky fait ses débuts professionnels en 1961 avec l'Azovstal Jdanov avant de porter durant deux saisons les couleurs du Chakhtar Donetsk. 
En 1965, l'attaquant est transféré dans le grand club d'Ukraine, le Dynamo Kiev avec qui il va se constituer l'essentiel de son palmarès : quatre titres de champion d'URSS et deux Coupes d'URSS. Avec cette équipe, il dispute également 4 matchs en Coupe d'Europe des clubs champions.
Il raccroche les crampons en 1972, avec un total de 290 matchs et 62 buts dans le championnat soviétique.

#### En équipe nationale
Il est sélectionné à 20 reprises en équipe d'Union soviétique entre 1965 et 1971, pour 5 buts inscrits. Il joue son premier match en équipe nationale le 3 octobre 1965 contre la Grèce. Le 20 février 1969, il inscrit un doublé en amical contre la Colombie. Le 18 septembre 1971, il inscrit à nouveau deux buts, contre l'équipe d'Inde, pour ce qui s'avère être sa dernière sélection en équipe nationale.
Il fait partie des 22 internationaux appelés à prendre part à la Coupe du monde de 1970. Lors du premier tour, il inscrit un but lors de la victoire 4-1 face à la Belgique. Il joue également trois rencontres de qualification pour les Coupe du monde 1966 et 1970.

### Carrière d'entraîneur
Khmelnitsky prend en charge la formation du Dnipro Cherkasy, un an après avoir mis un terme à sa carrière de joueur. Il ne reste sur le banc du club que deux saisons. Trois ans plus tard, il effectue un autre mandat de deux saisons au sein du Kryvbass Kryvyï Rih.

## Statistiques
| Saison                | Club                  | Championnat           | Championnat | Championnat | Coupe(s) nationale(s) | Coupe(s) nationale(s) | Compétition(s) continentale(s) | Compétition(s) continentale(s) | Compétition(s) continentale(s) | Total | Total |
| Saison                | Club                  | Division              | M.          | B.          | M.                    | B.                    | Comp.                          | M.                             | B.                             | M.    | B.    |
| 1961                  | Azovstal Jdanov       | D2                    | 20          | 3           | 2                     | 0                     | -                              | -                              | -                              | 22    | 3     |
| Sous-total            | Sous-total            | Sous-total            | 20          | 3           | 2                     | 0                     | -                              | -                              | -                              | 22    | 3     |
| 1962                  | Chakhtior Donetsk     | D1                    | 11          | 1           | 1                     | 0                     | -                              | -                              | -                              | 12    | 1     |
| 1963                  | Chakhtior Donetsk     | D1                    | 33          | 2           | 4                     | 0                     | -                              | -                              | -                              | 37    | 2     |
| 1964                  | Chakhtior Donetsk     | D1                    | 29          | 5           | 2                     | 0                     | -                              | -                              | -                              | 31    | 5     |
| Sous-total            | Sous-total            | Sous-total            | 73          | 8           | 7                     | 0                     | -                              | -                              | -                              | 80    | 8     |
| 1965                  | Dynamo Kiev           | D1                    | 29          | 10          | -                     | -                     | C2                             | 4                              | 4                              | 33    | 14    |
| 1966                  | Dynamo Kiev           | D1                    | 31          | 8           | 5                     | 0                     | C2                             | 2                              | 0                              | 38    | 8     |
| 1967                  | Dynamo Kiev           | D1                    | 35          | 6           | 1                     | 0                     | C1                             | 2                              | 0                              | 38    | 6     |
| 1968                  | Dynamo Kiev           | D1                    | 37          | 10          | 2                     | 1                     | -                              | -                              | -                              | 39    | 11    |
| 1969                  | Dynamo Kiev           | D1                    | 31          | 8           | 2                     | 1                     | C1                             | 2                              | 0                              | 35    | 9     |
| 1970                  | Dynamo Kiev           | D1                    | 23          | 5           | 2                     | 0                     | -                              | -                              | -                              | 25    | 5     |
| 1971                  | Dynamo Kiev           | D1                    | 30          | 7           | 4                     | 0                     | -                              | -                              | -                              | 34    | 7     |
| 1972                  | Dynamo Kiev           | D1                    | 1           | 0           | 4                     | 0                     | -                              | -                              | -                              | 5     | 0     |
| Sous-total            | Sous-total            | Sous-total            | 217         | 54          | 20                    | 2                     | -                              | 10                             | 4                              | 247   | 60    |
| Total sur la carrière | Total sur la carrière | Total sur la carrière | 310         | 65          | 29                    | 2                     | -                              | 10                             | 4                              | 349   | 71    |

## Palmarès
Dynamo Kiev
- Champion d'Union soviétique en 1966, 1967, 1968 et 1971.
- Vainqueur de la Coupe d'Union soviétique en 1966.
- Meilleur footballeur ukrainien de l'année 1965.